# Conrad Bernier
Pour les articles homonymes, voir Bernier.
Conrad Bernier, né le 9 mai 1904 et mort le 7 novembre 1988, est un organiste québécois ayant fait une bonne partie de sa carrière au niveau international, notamment à Washington, aux États-Unis. Il est également professeur et compositeur.

## Biographie

### Enfance et débuts musicaux
Fils de Joseph-Arthur Bernier, organiste de l'église Saint-Jean Baptiste à Québec, Conrad Bernier baigne dans la musique dès sa naissance en mai 1904. Son père remarque très tôt dans sa jeunesse qu'il a un certain talent musical et décide de le prendre sous sa tutelle. Il lui enseigne le piano, le solfège et surtout l'orgue, qui est l'instrument sur lequel il excellera plus tard dans sa vie. Il continuera aussi d'apprendre le piano, mais sous l'enseignement de Berthe Roy. En 1914, alors que Conrad Bernier a seulement 10 ans, l'organiste Joseph Bonnet fait une tournée au Québec et entend le jeune prodige jouer. Frappé par son talent, il décide tout de suite de le prendre sous son aile. Conrad Bernier a toutes les ressources à sa disposition pour avoir une carrière prometteuse en musique. Sa carrière est donc entamée à un très jeune âge.

### Début de carrière
Dès l'âge de 13 ans, Conrad inaugure l'orgue de l'église de Bienville et un an plus tard, celui de l'église St-Sacrement. De 1920 à 1923, entre l'âge de 16 et 19 ans, il est engagé comme organiste officiel pour cette église. En même temps, il travaille aux côtés de son père à l'église Saint-Jean Baptiste en tant qu'assistant organiste. De plus, entre ces âges, il inaugure les grandes orgues de l'église Saint François d'Assise et donne plusieurs récitals d'orgue dans lesquels on peut entendre du Bach, du Widor, ainsi que plusieurs improvisations.
À 19 ans, alors que sa carrière va bon train, Conrad Bernier gagne le prestigieux prix d'Europe, une bourse d'une valeur de 3 000 dollars à l'époque, qui envoyait chaque année un élève québécois à Paris pour qu'il puisse aller étudier auprès de maîtres. Conrad va donc à Paris après l'obtention de ce prix et étudie aux côtés de Joseph Bonnet, avec qui il avait pris des cours auparavant pendant que ce dernier était au Québec. Il étudie aussi le piano sous Sylvia Hérard et l'harmonie avec Félix Fourdrain, qui était aussi le professeur d'harmonie de son père. Pendant son séjour à Paris, Bernier ne fera pas qu'étudier. En effet, il jouera aussi en tant que substitut à son professeur Joseph Bonnet sur les orgues de la grande Église Saint-Eustache.

### Fin de carrière et enseignement
Il revient au Québec en 1926 pour une tournée de concerts, puis va travailler à Détroit entant qu'organiste dans une église. Ensuite, Conrad Bernier consacre les 50 prochaines années à l'enseignement dans la ville de Washington et à l'écriture de livres. Il écrit notamment le livre Harmonie Moderne, le Traité d'improvisation à l'orgue ainsi qu'une méthode d'orgue, Organ method : technical studies for manuals and pedals with a classical repertoire, qui a été publiée par le Gregorian Institute de Toledo en 1961,. En 1974, il est nommé Professeur émérite par l'Université Catholique d'Amérique à Washington. Il compte parmi ses élèves Haig Mardirosian (en), Helen Rendler et Steven Benson.
Le 7 novembre 1988, à l'âge de 84 ans, Conrad Bernier s'éteint.

## Hommages
La rue Conrad-Bernier a été nommée en son honneur, dans la ville de Québec , en 1992.

### Compositions
Conrad Bernier a aussi fait de la composition. Voici celles qui ont été documentées: 
- « Esquisse » pour orgue
- « Prière » pour orgue
- « Choral varié » pour orgue
- « Cantilène » pour orgue
- « Prélude pour deux thèmes grégoriens » pour orgue
- « Méditations » messe pour deux orgues et quatre voix
- « Croquis Petit-Capiens » pour deux pianos
- « Les colombes » pour chant
- « Les berceaux » pour chant